# 托尔切尼奥
托尔切尼奥（義大利語：Torcegno），是意大利特伦托自治省的一个市镇。总面积15平方公里，人口708人，人口密度47.2人/平方公里（2009年）。ISTAT代码为022202。